# Teresa Labriola
Teresa Labriola (Napoli, 17 febbraio 1874 – Roma, 6 febbraio 1941) è stata un'avvocata e attivista italiana.
Fu una delle prime donne italiane ad essere ammessa all'Ordine degli Avvocati e la prima a ottenere la libera docenza all'Università di Roma.

## Biografia
Figlia terzogenita del filosofo marxista Antonio Labriola e di Rosalia Carolina von Sprenger, di origine tedesca, crebbe in un ambiente intellettuale in cui poté esprimere al meglio la sua intelligenza.
Nel 1894 si laureò in giurisprudenza all'Università di Roma, ateneo in cui nel 1900 ottenne l'incarico di libera docente di filosofia del diritto. In una lettera di suo padre indirizzata a Benedetto Croce, si nota come solo grazie all'intervento delle forze dell'ordine le fu permesso di tenere la sua prima lezione, disturbata da giornalisti e da studenti contrari ad accettare una donna in veste di docente universitario.
Delusa dalla mancanza di riconoscimento in ambiente accademico, nel 1912 chiese di iscriversi all'Albo degli avvocati. Se dapprima il Consiglio dell'Ordine accolse la sua iscrizione, in seguito la Corte d'appello e la Cassazione di Roma gliela negarono. Nonostante il caso riscosse una grande eco mediatica, solo con l'approvazione della legge Sacchi del 1919 Teresa Labriola poté svolgere la professione di avvocato senza limitazioni. La stessa sorte era già toccata alla piemontese Lidia Poët nel 1884. Le due donne collaborarono nella stesura del programma giuridico del primo congresso femminile tenutosi a Roma nel 1908.

### Attivismo politico
Le difficoltà incontrate nel tentativo di emanciparsi professionalmente in quanto donna la spinsero ad abbracciare le teorie suffragiste. Nel 1904 scriveva: 
( Teresa Labriola, Studio sul problema del voto alla donna,  p. 56.)
Nel 1912 divenne leader indiscussa della Federazione nazionale per il suffragio universale. Fu inoltre presidente del Consiglio Nazionale delle Donne Italiane e vicepresidente del Comitato pro-voto di Roma.
Con lo scoppio della prima guerra mondiale, Teresa Labriola accolse le teorie interventiste e nazionaliste, prendendo definitivamente le distanze dalle ideologie marxiste della sua famiglia e divenendo piuttosto critica nei confronti del bolscevismo.
Durante il periodo fascista aveva ormai definitivamente abbandonato la militanza suffragista per concentrarsi maggiormente sulle politiche sociali favorevoli alle donne, come la conciliazione tra maternità e lavoro. Se inizialmente aderì all'ideologia fascista, in seguito ne rimase delusa, quando le donne furono escluse dalla vita lavorativa e politica.
Morì in povertà nel 1941.

## Opere
- Revisione critica delle più recenti teorie sull'origine del diritto, Roma, Ermanno Loescher et C.°, 1901.
- Del concetto teorico della società civile, Roma, Ermanno Loescher et C.°.
- Studio sul problema del voto alla donna, Roma, Ermanno Loescher et C.°, 1904.
- Del feminismo: come visione della vita, Pescara, Arte della Stampa, 1917.
- Problemi sociali della donna, Bologna, Zanichelli, 1918.
- Il femminismo italiano nella rinascita dello spirito, 1924.